# Cospeito
Cospeito è un comune spagnolo di 5 658 abitanti situato nella comunità autonoma della Galizia.